# Wacław Sierpiński
Wacław Franciszek Sierpiński  (sinh ngày 14 tháng 3 năm 1882 - mất ngày 21 tháng 10 năm 1969) là nhà toán học người Ba Lan. Ông được biết đến vì những đóng góp về lý thuyết tập hợp (nghiên cứu trên các Tiên đề chọn và Giả thiết continum), lý thuyết số, lý thuyết về Hàm số và Tô pô. Ông đã công bố hơn 700 bài báo và 50 cuốn sách.